# Euclimacia basiflava
Euclimacia basiflava is een insect uit de familie van de Mantispidae, die tot de orde netvleugeligen (Neuroptera) behoort. 
Euclimacia basiflava is voor het eerst wetenschappelijk beschreven door Handschin in 1961.